# Herman Stengel
 Herman Sørby Stengel  (Hokksund, 26 de agosto de 1995) es un futbolista noruego. Juega de centrocampista y su equipo es el Strømsgodset IF de la Eliteserien de Noruega.

## Clubes
| Club              | País    | Año           |
| ----------------- | ------- | ------------- |
| Stabæk IF         | Noruega | 2011-2014     |
| Vålerenga Fotball | Noruega | 2014-2017     |
| Strømsgodset IF   | Noruega | 2018-presente |